# Ulferts Börg
Ulferts Börg ist eine hochmittelalterliche Burg in Upgant-Schott, einem Teil der Samtgemeinde Brookmerland, im Landkreis Aurich in Niedersachsen. Sie zählt zu den ältesten Steinhäusern Ostfrieslands.

## Lage
Die Burg liegt an der Südostseite des ostfriesischen Dorfes an einem Landschaftsschutzgebiet.

## Geschichte
Im historischen Brookmerland finden sich kaum mittelalterliche Burgen. Der Grund hierfür ist in den Brokmer Willküren zu suchen, nach denen kein Friese ein Steinhaus über 12 m Höhe sowie einen umgebenden Wassergraben errichten durfte. Erst nachdem dieses Gesetzbuch seine Bedeutung verloren hatte, begannen lokale Häuptlingsfamilien mehrgeschossige Wohntürme aus Ziegelstein zu errichten. Die ältesten Teile der Ulferts Börg wurden um 1430 errichtet. Es handelt sich dabei um das etwa 15 Meter breite Vorderhaus, dessen Außenwände zwischen 0,55 und 0,72 Meter stark sind. Von ihrer ursprüngliche Funktion als Verteidigungsanlage zeugt noch heute eine zugemauerte Schießscharte im Westgiebel. Nach dem Aufstieg der Cirksena verlor der lokale Adel in Ostfriesland immer mehr an Bedeutung und ging schließlich in den wohlhabenden Bauernstand auf. So wurde die Burg im Laufe der Zeiten an die neuen Bedürfnisse angepasst. Um 1700 wurde an das Steinhaus ein Wirtschaftsteil in Gulfhofkonstruktion angebaut.
Die mehrfach durch Anbauten vergrößerte Burg glich mehr und mehr einem kleinen Schloss. Sehenswert ist das im 18. Jahrhundert geschaffene Barockportal. An den Kernbau der Ulferts Börg wurde kurz nach 1700 ein Wirtschaftsteil in Gulfhofkonstruktion hinzugefügt. Im 18. Jahrhundert wurde das Anwesen um eine große Eingangsdiele mit einem Barockportal erweitert. In dieses wurden die Wappen der ehemaligen Besitzer, der Familien ter Braeck und von Briesen, eingelassen. Heute besteht der Gebäudekomplex aus dem alten zweigeschossigen, querstehenden Vorderhaus, einem rechtwinklig dahinter gebauten Mittelhaus und einer anschließenden Scheune und wird für den landwirtschaftlichen Betrieb und als Gästeunterkunft genutzt.